# PULSATE
『PULSATE』（パルセイト）は、indigo la Endのメジャー4枚目、通算5枚目のアルバム。2018年7月18日にunBORDEより発売された。

## 収録曲

### CD
全作詞・作曲:川谷絵音、全編曲:indigo la End
1. 蒼糸 (4:54)
2. 煙恋 (4:57)
3. ハルの言うとおり (4:27)
  - 7thシングル。
4. Play Back End Roll (5:24)
5. 星になった心臓 (4:11)
6. 雫に恋して (Remix by HVNS) (5:10)
7. 冬夜のマジック (4:17)
  - 6thシングル。
8. Unpublished manuscript (7:54)
9. 魅せ者 (4:35)
10. プレイバック (Remix by Metome)  (5:05)
11. 1988 (3:54)

### DVD
初回限定盤のみ。2018年4月13日に東京・中野サンプラザで行われたライブ『蒼き花束vol.2』より収録。
1. she
2. 見せかけのラブソング
3. 夏夜のマジック
4. 心雨
5. 幸せが溢れたら
6. 鐘泣く命
7. 想いきり
8. 夜明けの街でサヨナラを
9. 素晴らしい世界
10. 大停電の夜に
11. インディゴラブストーリー